# جافينيانو
جافينيانو هي بلدة في مدينة روما الحضرية ، لاتسيو ، وسط إيطاليا . يبلغ جافينيانو حوالي 50 عامًا كم جنوب شرق روما ، على تل في جبال ليبيني .
يُعتقد أن اسم المدينة مشتق من القنصل الروماني والجنرال أولوس غابينيوس ، صديق بومبي وحليف يوليوس قيصر .
تقع أقرب محطة قطار في مدينة جافينيانو . بالقرب من المنطقة المشتركة ، يوجد موقع أثري لفيلا رومانية من العصر الجمهوري ، فيلا "روسيلي" ، التي يُعتقد أنها موطن ريفي لعائلة جولي . يوجد في روسيلي أيضًا دير تاريخي ، بناه البينديكتين في القرن الثاني عشر.
ولد البابا إنوسنت الثالث هناك عام 1160.